# Dedo Ier
Dedo Ier, né vers 960 et mort le 13 novembre 1009, est l'un des ancêtres de la maison de Wettin, fils de Thierry Ier. Issu de la noblesse saxonne, il fut comte de Wettin et mourut assassiné.  

## Biographie
Dedo Ier appartint à la première branche de la maison de Wettin. Selon les chroniques de Dithmar, il est le fils de Thierry Ier († 976) et grandit à la cour du margrave Rikdag de Misnie, son parent en lignée agnatique. Son frère Frédéric († 1017) fut comte d'Eilenbourg.
L'un des nobles les plus influents de l'Ostphalie, il a été impliqué dans la révolte du duc Henri II de Bavière contre son cousin, l'empereur Otton II, qui ne devait s'achever qu'avec sa soumission définitive à Francfort en 985. En 976, il a commandé une armée du duc Boleslav II de Bohême en train de piller le diocèse de Zeitz. D'autre part, il fut un confident de Giselher, archevêque de Magdebourg, qui lui a cédé le château de Zörbig et lui permit d'obtenir les droits d'un comte à Mersebourg.
Les dernières années de sa vie ont été assombries par une faide pour la domination sur la marche du Nord, patrimoine de son beau-père Dietrich d'Haldensleben qui néanmoins était renversé par une révolte des Lutici en 983. Selon Dithmar, Dedo faisait campagne contre ses rivaux, le margrave Lothaire et son fils Werner de Walbeck. En 1009, il accusait Werner devant le roi Henri II et ses forces ont dévasté le château de Wolmirstedt ; peu tard, il y fut tué par son adversaire.

## Mariage et descendance
Il épouse vers 985 Thietburge, fille de Dietrich d'Haldensleben,  margrave de la marche du Nord. Un enfant est né de cette union :
- Thierry II, margrave de Lusace († 1034).

Dedo Ier est l'un des ascendants directs des princes des différentes maisons de Saxe, les électeurs puis rois de Saxe appartiennent à la sixième branche de la maison de Wettin, ayant pour ascendant commun Albert de Saxe, fils de Frédéric II de Saxe, lui-même issu de la première branche des Wettin. Il est également le lointain ancêtre des familles royales du Royaume-Uni, de Bulgarie, du Portugal (Saxe-Cobourg-Gotha), de France (Louis XII) et de Belgique (Saxe-Cobourg-Saalfeld).

## Source
- Anthony Stokvis, Manuel d'histoire, de généalogie et de chronologie de tous les États du globe, depuis les temps les plus reculés jusqu'à nos jours, préf. H. F. Wijnman, éditions Brill Leyde 1890-1893, réédition 1966, chapitre VIII Margraves de Thuringe, Misnie et Lusace: « Maison de Wettin » et tableau généalogique.